# Adiós Sui Géneris (película)
Adiós Sui Géneris es una película documental argentina, dirigida por Bebe Kamin, trata sobre el «recital de despedida» del grupo de rock argentino Sui Generis. Grabada el día 5 de septiembre de 1975 durante las dos funciones ofrecidas con motivo de la disolución de la banda, en el estadio Luna Park, en la ciudad de Buenos Aires, ante más de 30.000 personas.

## Grabación

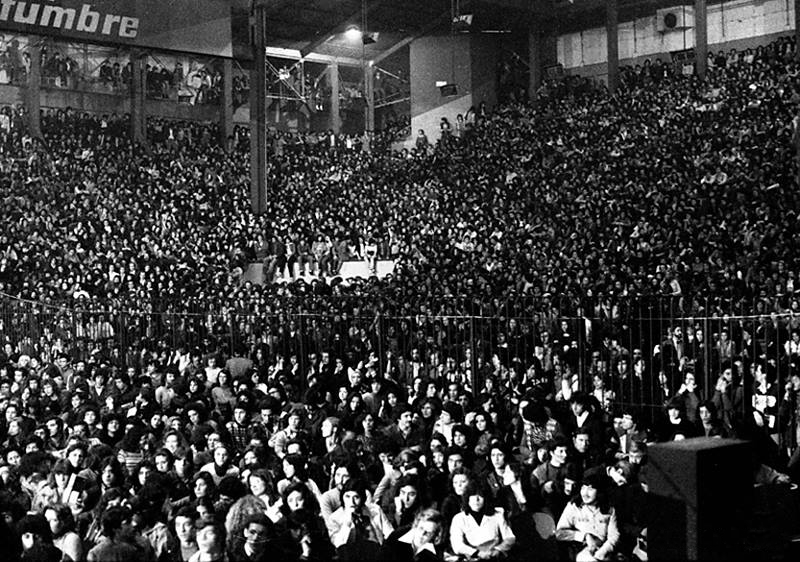
El público del histórico concierto en el Luna Park, 1975.

Al mismo tiempo en que se efectuaba el concierto cuatro cámaras, dirigidas por el cineasta argentino Bebe Kamin, grabaron varias partes del concierto, además de realizar entrevistas al público presente en las afueras del estadio Luna Park. Posteriormente, se grabaron videoclips con la música del mismo concierto, como es el caso de "Mr. Jones" y "Nena". Durante las primeras dos canciones, se pueden ver y escuchar zapadas que hace Charly García mientras ensayan.
La película llevó el nombre de Adiós Sui Géneris y fue certificada para mayores de 18 años. Curiosamente, quién certificó la película fue satirizado el año anterior, el "Señor Tijeras", de Pequeñas anécdotas sobre las instituciones.[cita requerida]

## Lista de canciones
Todas las canciones escritas y compuestas por Charly García. 
| N.º      | Título | Duración |  |
| 1.       | «La Fuga del Paralítico» (fragmento)                                                                                                 | 2:00     |  |
| 2.       | «El Fantasma de Canterville» (escrito como "El Fantasma de Canterbury" en los créditos)                                              | 4:20     |  |
| 3.       | «Instituciones» (incluyendo el prólogo de Jorge Álvarez)                                                                             | 6:30     |  |
| 4.       | «Bubulina» (posteriormente grabado por La Máquina de Hacer Pájaros en su álbum debut)                                                | 5:50     |  |
| 5.       | «Confesiones de Invierno» | 5:20     |  |
| 6.       | «Eiti Leda» (escrito como "Nena" en los créditos; versión editada del tema; posteriormente grabado por Serú Girán en su álbum debut) | 5:40     |  |
| 7.       | «Canción para mi muerte» | 4:35     |  |
| 8.       | «Aprendizaje» | 4:18     |  |
| 9.       | «Mr. Jones» (versión editada del tema)                                                                                               | 3:17     |  |
| 10.      | «Un hada, un cisne» (incluye improvisaciones de cada uno de los miembros de la banda)                                                | 27:18    |  |
| 11.      | «Rasguña las piedras» | 3:10     |  |
| 12.      | «Blues del Levante» | 3:30     |  |
| 01:09:30 | |          |  |

Los últimos 6 minutos son los créditos, bajo la música de "La fuga del paralítico".

## Músicos
- Charly García: Piano, Fender Rhodes, Mini-Moog, ARP String Ensemble, Clavinet Hohner, voz y guitarra acústica.
- Nito Mestre: Voz, guitarra acústica y flauta traversa.
- Rinaldo Rafanelli: Bajo, guitarra acústica y voz.
- Juan Rodríguez: Batería.